# محافظة قنا
محافظة قنا هي إحدى محافظات جنوب الصعيد بمصر، وتقع جنوب العاصمة القاهرة بحوالي 600 كيلومتر. تبلغ المساحة الكلية لمحافظة قنا 10798 كيلومتراً مربعاً، والمساحة المأهولة 1740.72 كيلومتراً مربعاً. تقع المحافظة بين دائرتي عرض 15- 26 شمالاً و 8-26 جنوباً، وخطي طول 50-32 شرقاً و 42-32 غرباً، يحدها شمالاً محافظة سوهاج وجنوباً محافظة الأقصر، وشرقا محافظة البحر الأحمر؛ وغربا محافظة الوادي الجديد.

## التاريخ

### التسمية
- في العصر الفرعوني: شابت.[4]
- اسمها الإغريقي: كينيويوليس.[4]
- في العصر الروماني: مكسيميات.[4]
- في العصر القبطي: قونه أو كونة.[4]
- بعد الفتح الإسلامي: أقني، ومنه اسمها الحالي.[4]

## الجغرافيا

### الجيولوجيا

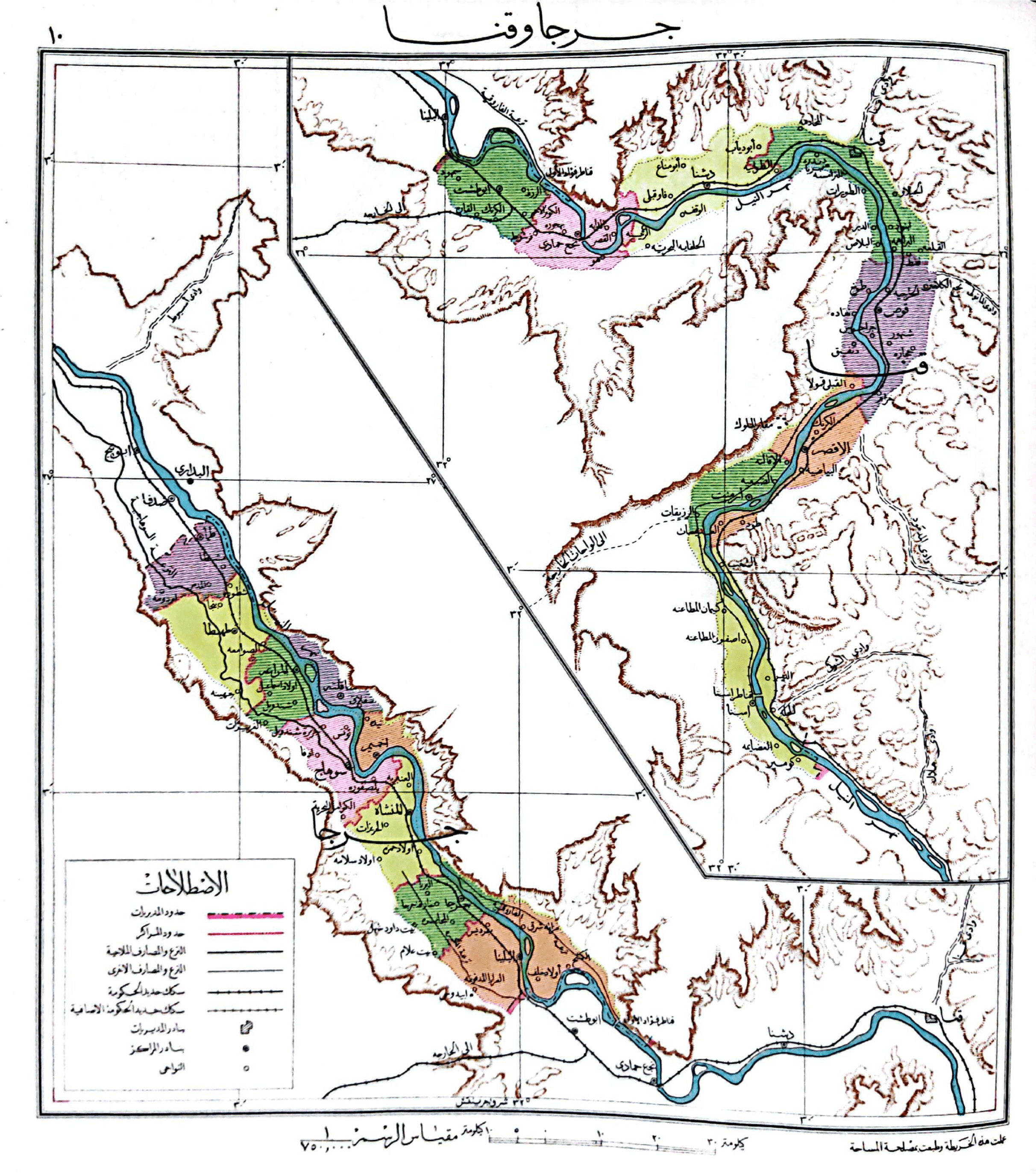
خريطة لمديريتي جرجا (سوهاج اليوم) وقنا سنة 1951

يتوسط المحافظة نهر النيل الذي يساهم في قيام النشاط الزراعي، كما توجد من جهة الشرق سلاسل جبال البحر الأحمر، وفي الغرب الصحراء الغربية. ونظراً لوجود الصخور الجرانيتية يغير النهر مجراه في قنا مكونا ما يعرف بثنية قنا التي تميز جغرافية المحافظة.
وذلك الشكل الجيولوجي للمنطقة - في نظر كثير من علماء البترول - يساعد على وجود كميات اقتصادية من الزيت الخام.

### المناخ
مناخ محافظة قنا قاري، أي شديد الحرارة صيفاً، وشديد البرودة شتاء، وهو جاف طوال العام ونادراً ما يسقط المطر في محافظة قنا. وقد تصل درجات الحرارة في الشتاء إلى 10 درجات مئوية وفي الصيف إلى أكثر من 40 درجة مئوية. والرياح في قنا ـ في معظمها ـ شمالية شرقية. وتتعرض المحافظة أحياناً إلى السيول التي تنحدر إليها من مرتفعات البحر الأحمر .

## السكان
بلغ عدد سكان قنا بحسب إحصاء عام 2021 ما يقارب 3,520,179  نسمة.

## التقسيم الإداري
تضم قنا 9 مراكز إدارية وهم:
- مركز أبو تشت
- مركز فرشوط
- مركز نجع حمادي
- مركز الوقف
- مركز دشنا
- مركز قنا عاصمة المحافظة
- مركز قفط
- مركز قوص
- مركز نقادة

وذلك بعد فصل مركزي أرمنت وإسنا عنها وضمهما إلى محافظة الأقصر الجديدة سنة 2009.

## الاقتصاد
- النشاط الزراعي: تبلغ المساحة المزروعة بالمحافظة نحو ألف فدان، فضلاً عن ألف فدان قابلة للزراعة، ويعتمد نظام الري فيها على الغمر. ويُعد قصب السكر من أهم المحاصيل التي يتم زراعتها بالمدينة.
- النشاط الصناعي: تتركز الأنشطة الصناعية في نجع حمادي وقفط وقوص. ومن أهم مجالات الاستثمار الصناعي في المحافظة الصناعات الكيماوية والمعدنية والإسمنت والدوائية. وبالإضافة إلى مصنع السكر ومصنع الورق بقوص.

## الخدمات

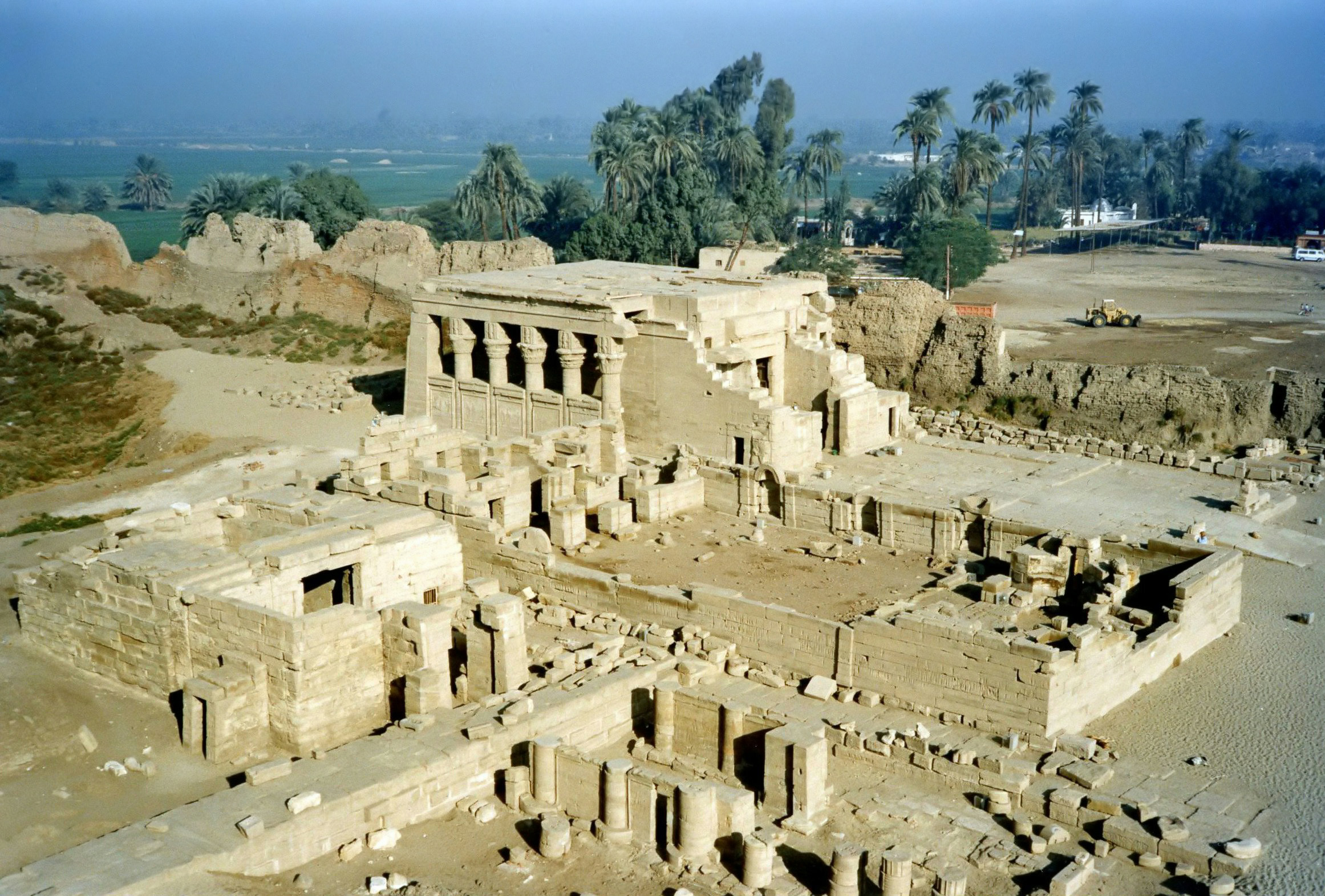
دندرة

### الصحة
تضم محافظة قناة العديد من المستشفيات أهمها مستشفى قنا الجديدة، مستشفى حميات قنا، مستشفى رويال التخصصي .

### الأماكن الترفيهية
تضم قنا كذلك العديد من النوادي الرياضية والأماكن الترفيهية مثل نادي الشبان المسلمين، ستاد قنا الرياضي، بالإضافة إلى العديد من النوادي الاجتماعية المحصورة بقطاعات وظيفية معينة مثل نادي الأطباء، نادي المهندسين، نادي المعلمين، نادي القضاة، نادي المحامين، ونادي نقابة التجاريين.

### الميادين والحدائق العامة
- الميادين: ميدان الساعة، ميدان المحطة.

## النقل والمواصلات

#### السكك الحديدية:
- سكة حديد قنا – القاهرة 608 كم.
- سكة حديد قنا – سفاجا 160 كم.
- سكة حديد أبو طرطور 405 كم

#### الطرق البرية
- طريق القاهرة-أسوان شرق النيل. رقم 2
- طريق القاهرة-أسوان غرب النيل. رقم 211
- طريق (قنا - سفاجا) إلى البحر الأحمر. رقم 28 بطول 160 كيلو متر وهو الأقرب بين وادي النيل وساحل البحر الأحمر ومدعم بخط سكة حديد يربط بين قنا وسفاجا
- طريق قفط-القصير إلى البحر الأحمر.
- طريق نجع حمادي-الواحات الخارجة. وهو خط سكة حديد يربط نجع حمادي بأبو طرطور ثم إلى الخارجة وهو الأقرب بين وادي النيل وعاصمة الوادي الجديد.
- طريق نجع حمادي-الأقصر. بطول 60 كيلو متر والمعروف بالطريق المختصر.

## أعلام المحافظة

### رجال دين
- السيد عبد الرحيم القنائي
- رشدي فكار ـ المفكر الإسلامي
- القارئ عبد الباسط عبد الصمد

### أدباء وشعراء
- شاعر العامية عبد الرحمن الأبنودي
- الشاعر أمل دنقل
- شاعر العامية عبد الرحيم منصور

### سياسيون ومسئولون
- أحمد فتحي سرور رئيس مجلس الشعب من 1990 حتى 2011
- منصور عيسوي وزير الداخلية.
- ياسين باشا أحمد حامد وزير الأوقاف الأسبق في حكومة الوفد وعضو مجلس النواب
- محمد مصطفى حامد وزير الصحة والسكان بوزارة هشام قنديل.
- زكريا عبد العزيز رئيس نادي القضاة الأسبق
- أحمد فراج طايع وزير الخارجية الأسبق
- أنور أبو سحلي وزير العدل الأسبق
- مكرم عبيد السياسي الوفدي ووزير المالية بحكومة الوفد
- ماهر مهران وزير الصحة والسكان الأسبق
- عمر سليمان رئيس جهاز المخابرات العامة
- هارون باشا أبو سحلي محافظ السويس عام 1927 ومدير أمن المنوفية عام 1932

### إعلاميون
- فهمي عمر ـ رئيس الإذاعة المصرية السابق (بين عامي 1982 و1988).
- مصطفى بكري رئيس تحرير جريدة الأسبوع.

## معرض صور

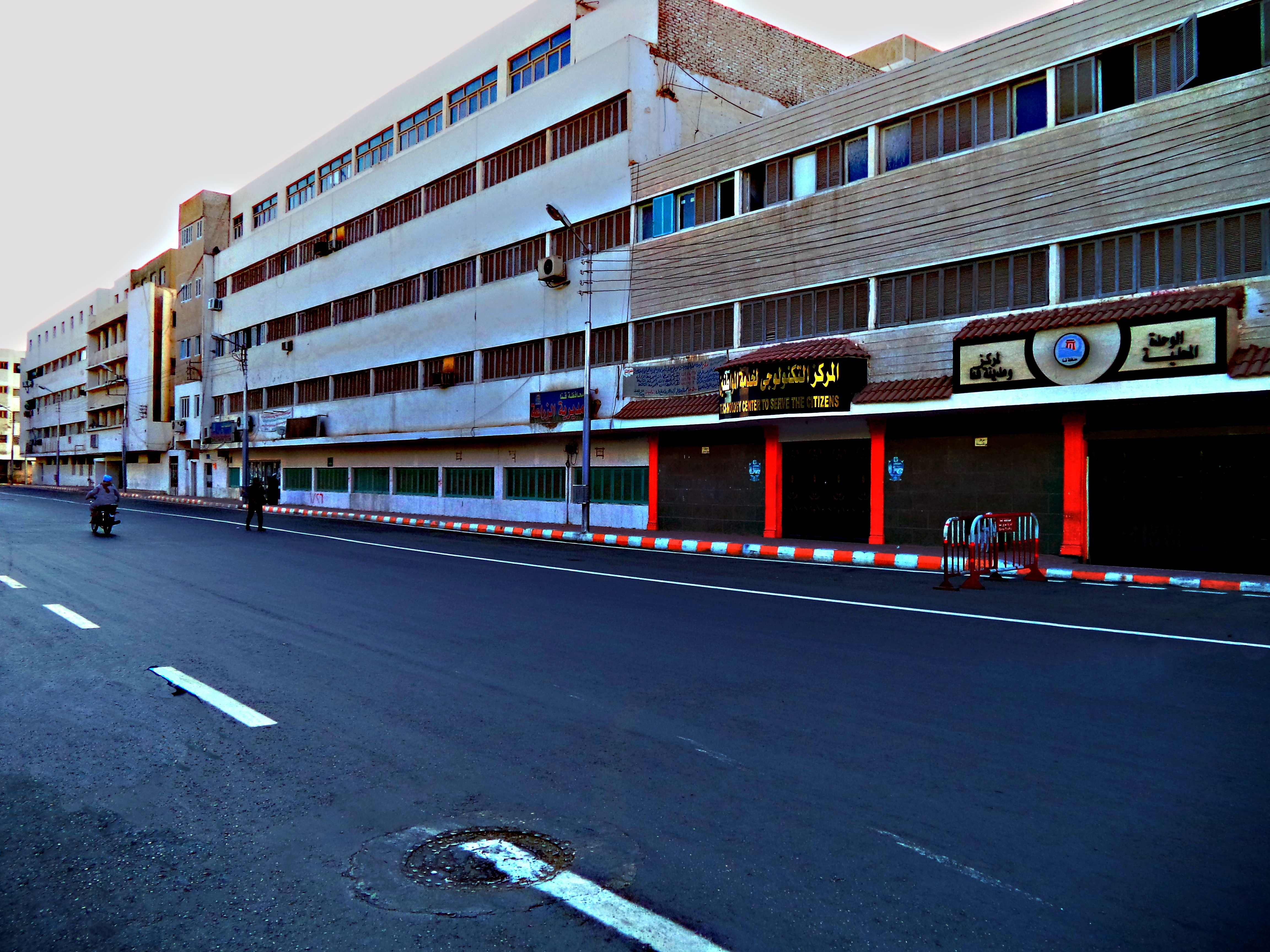
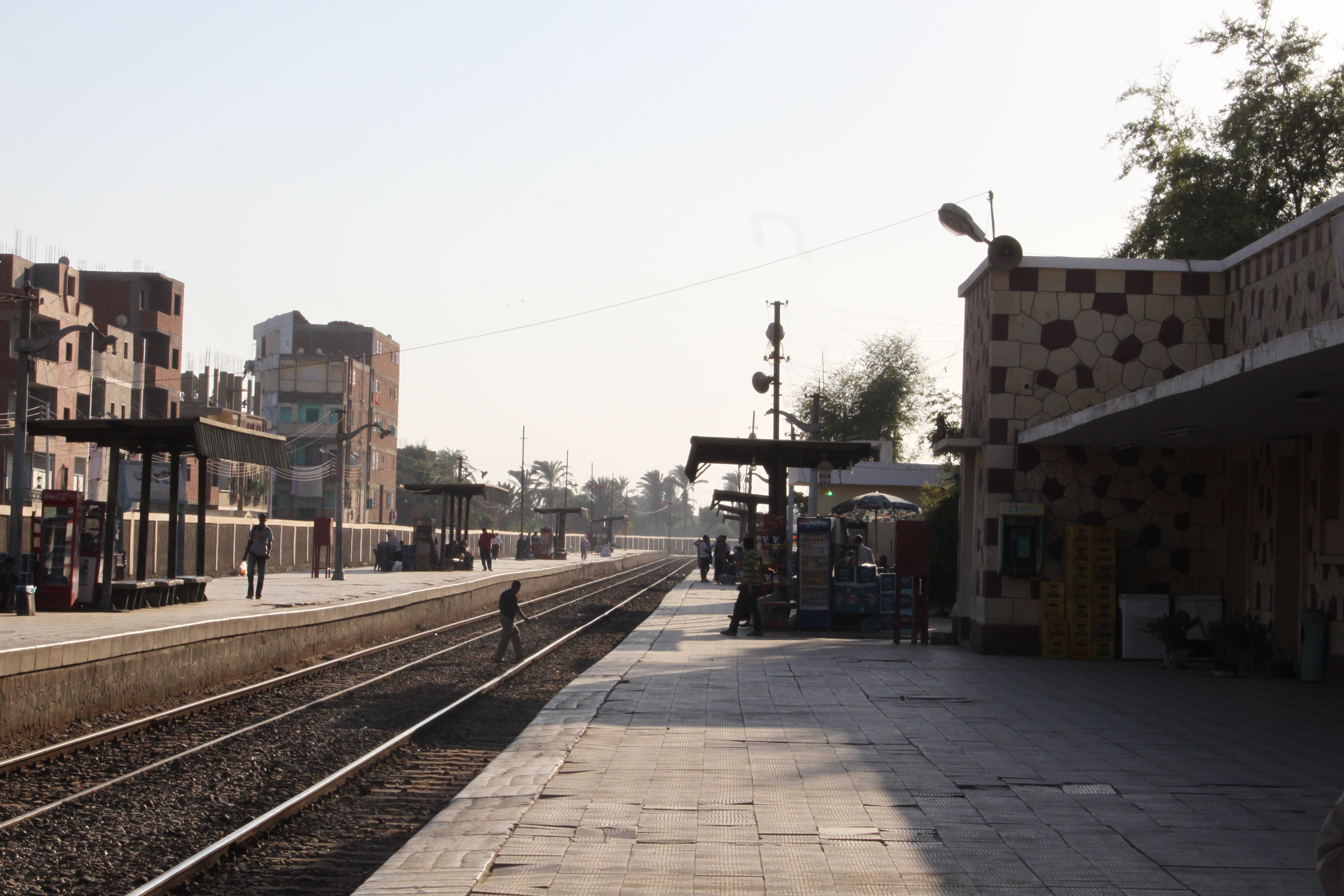
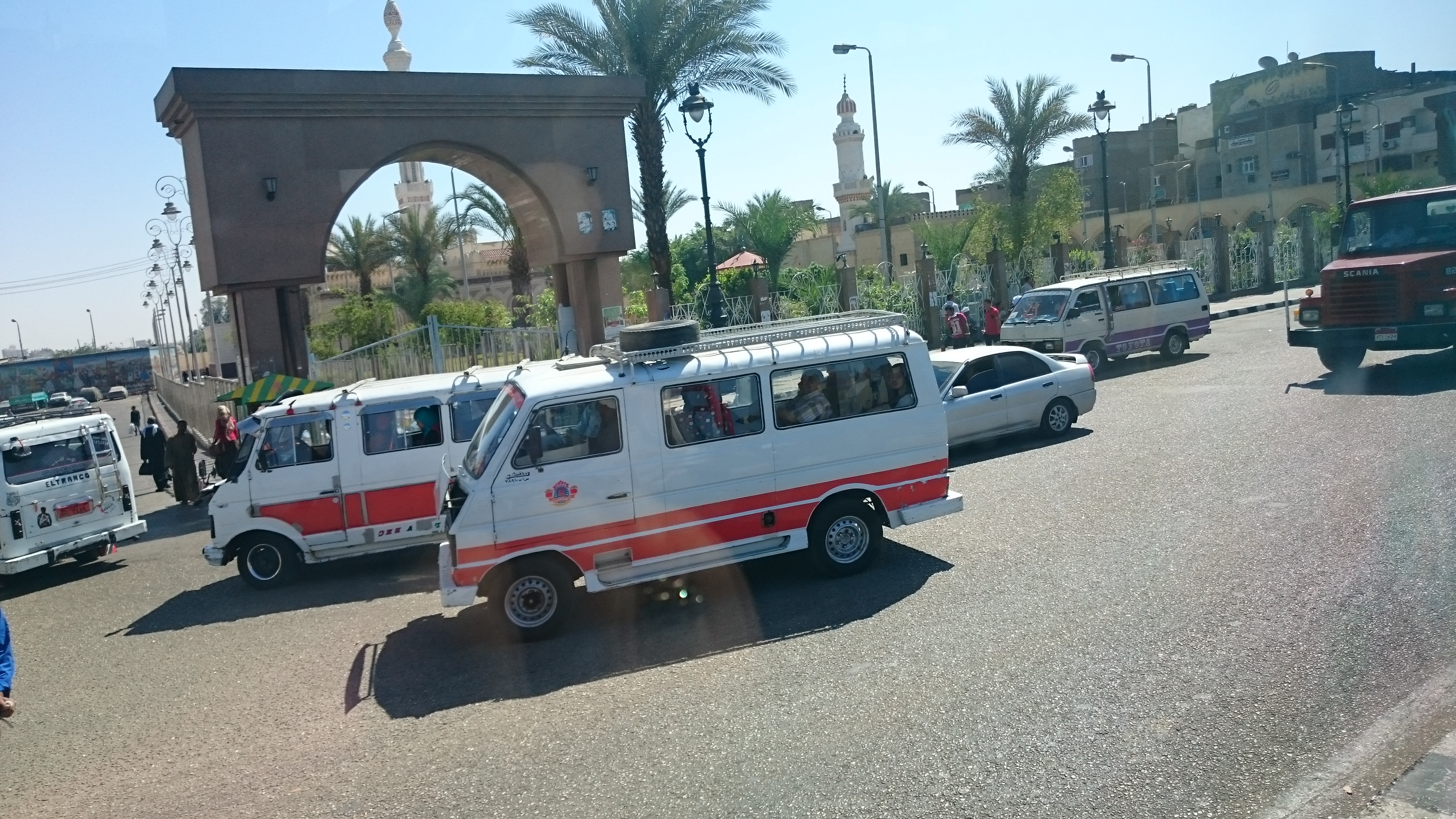
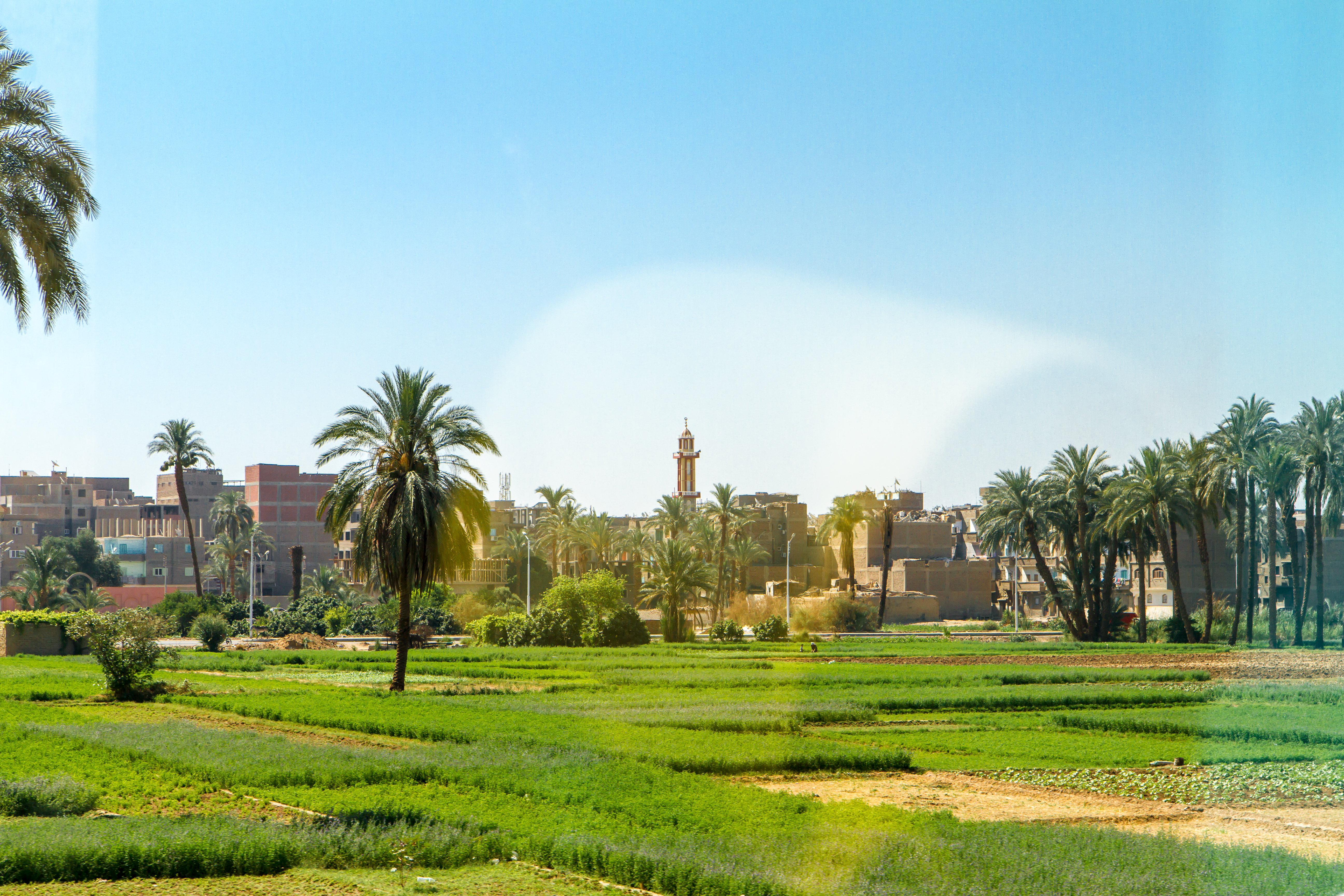
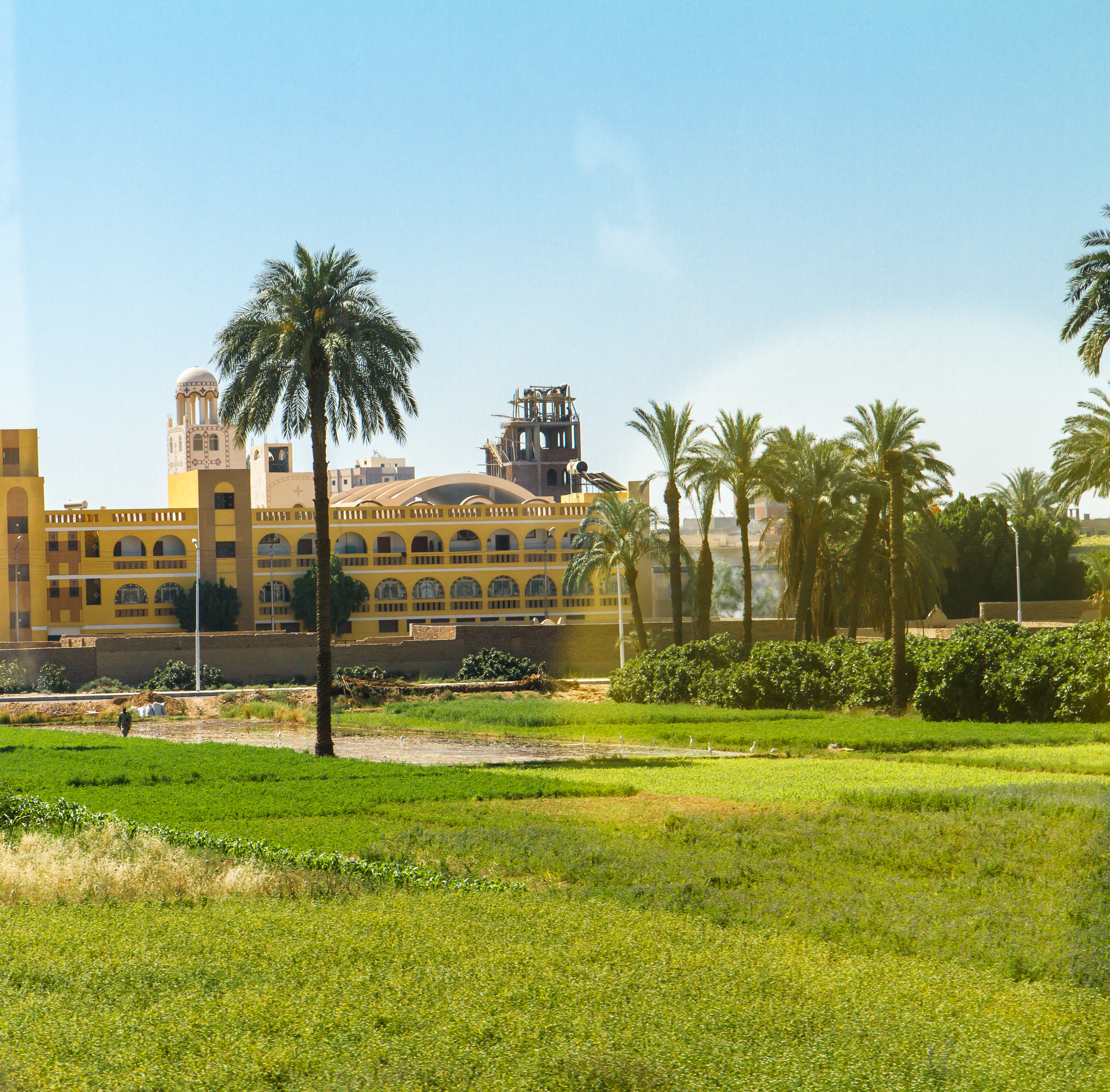
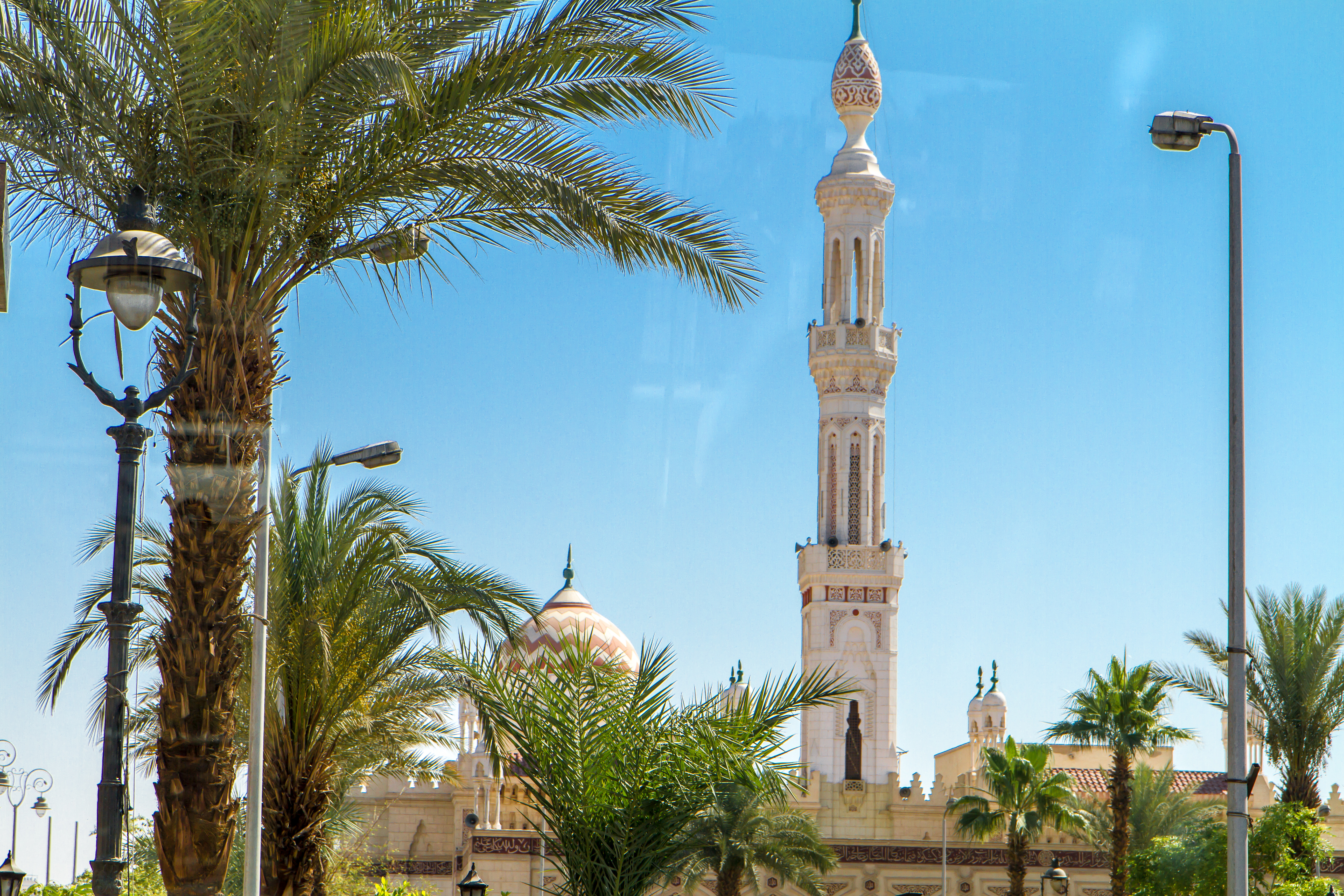
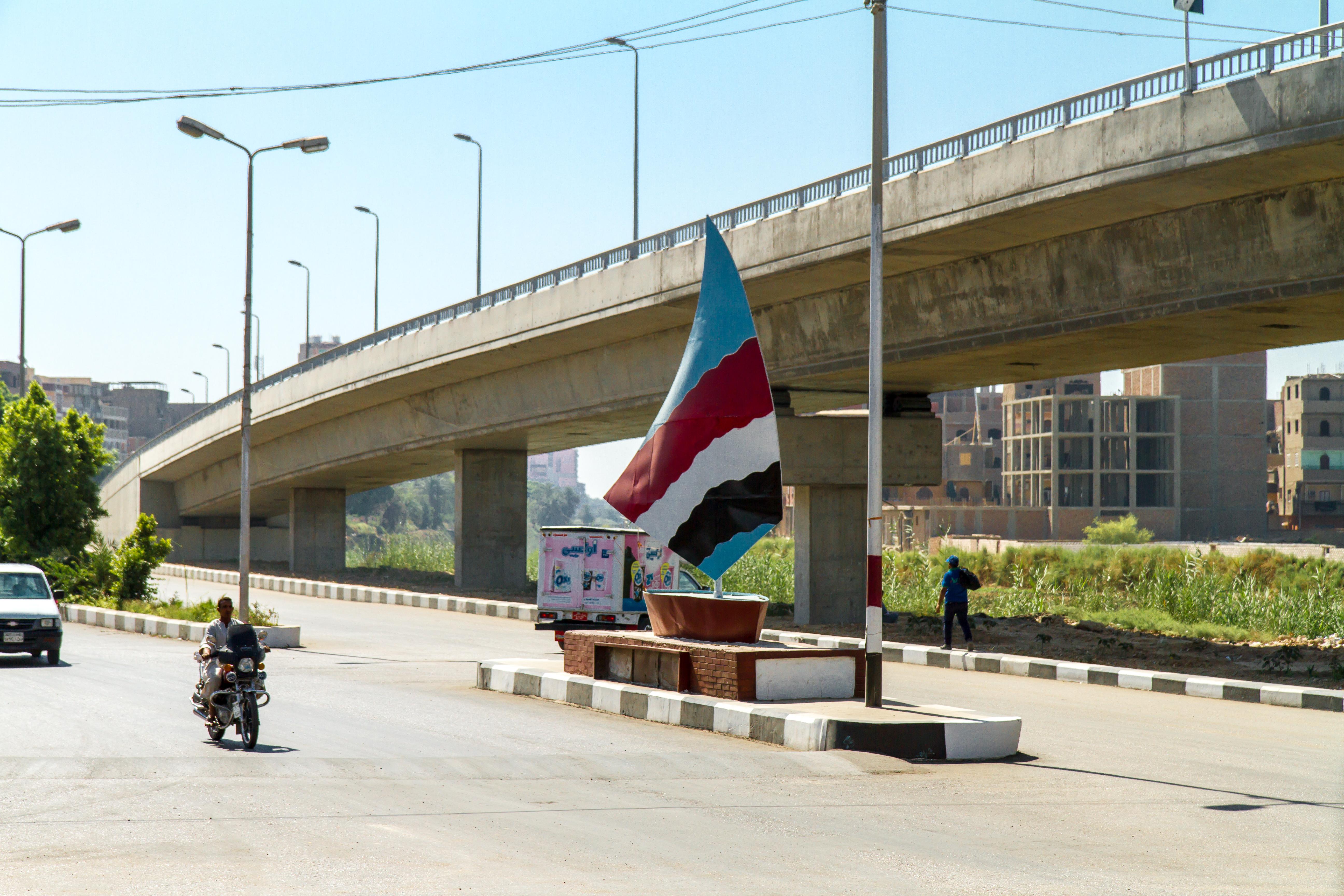
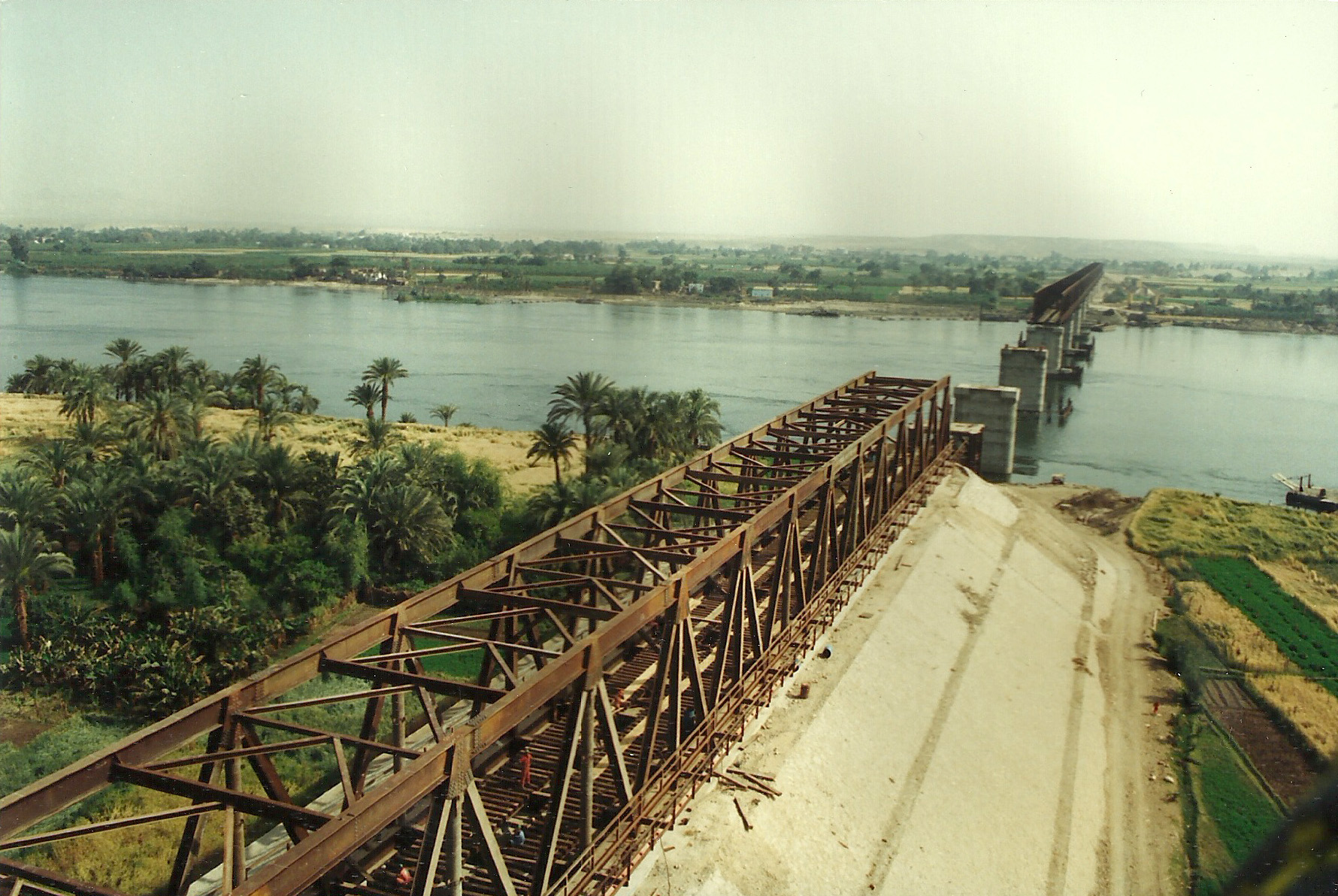
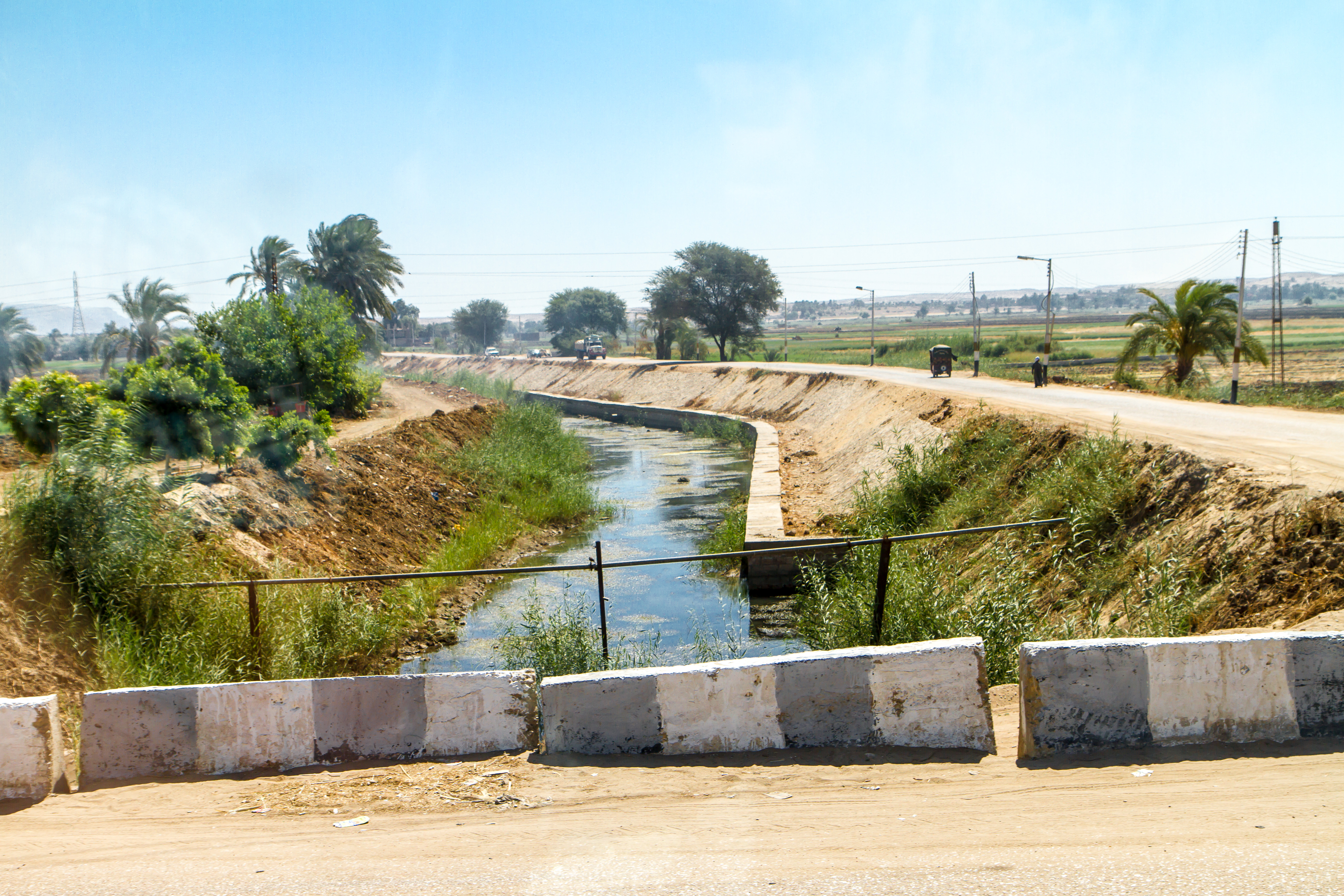
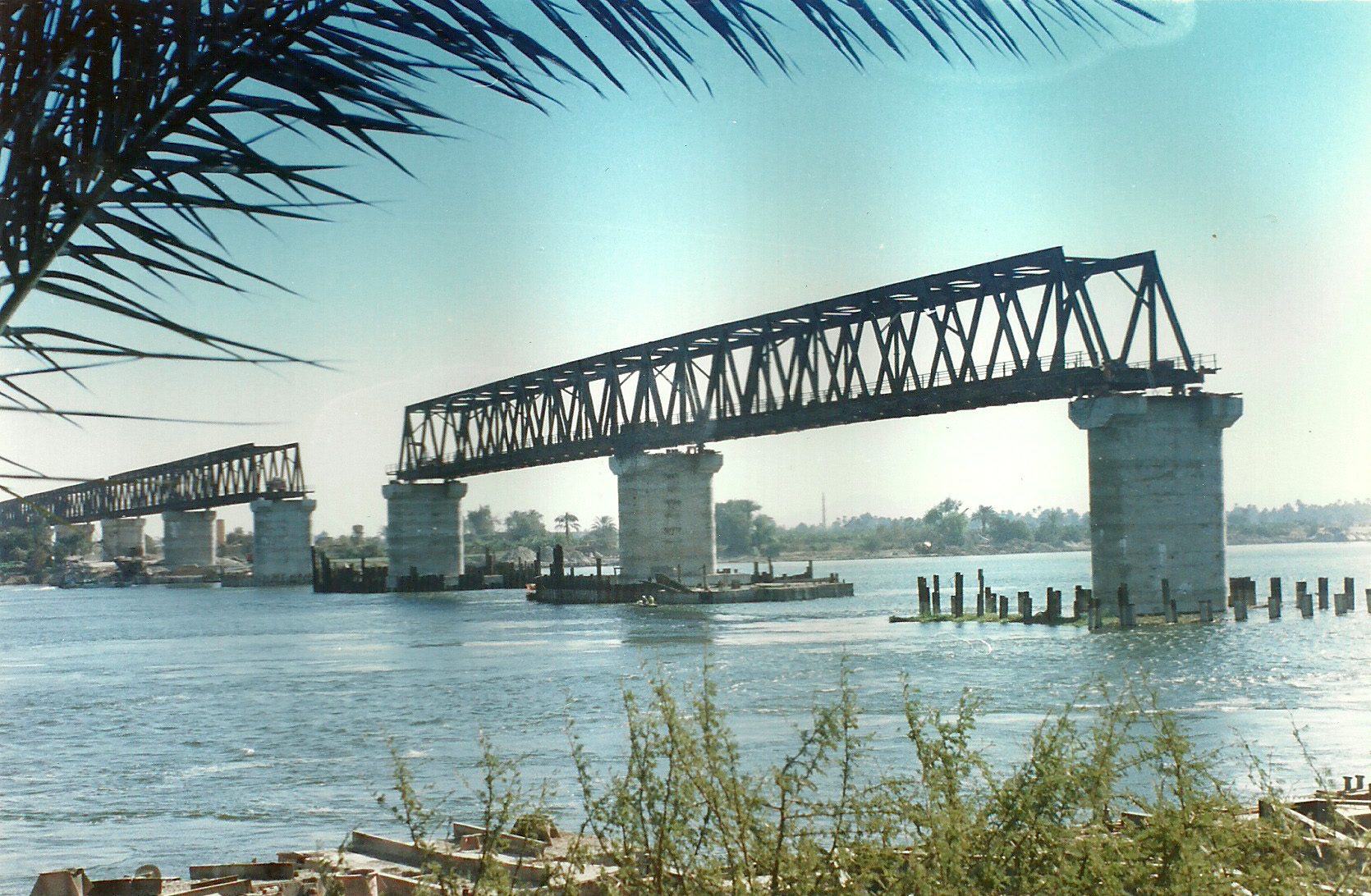
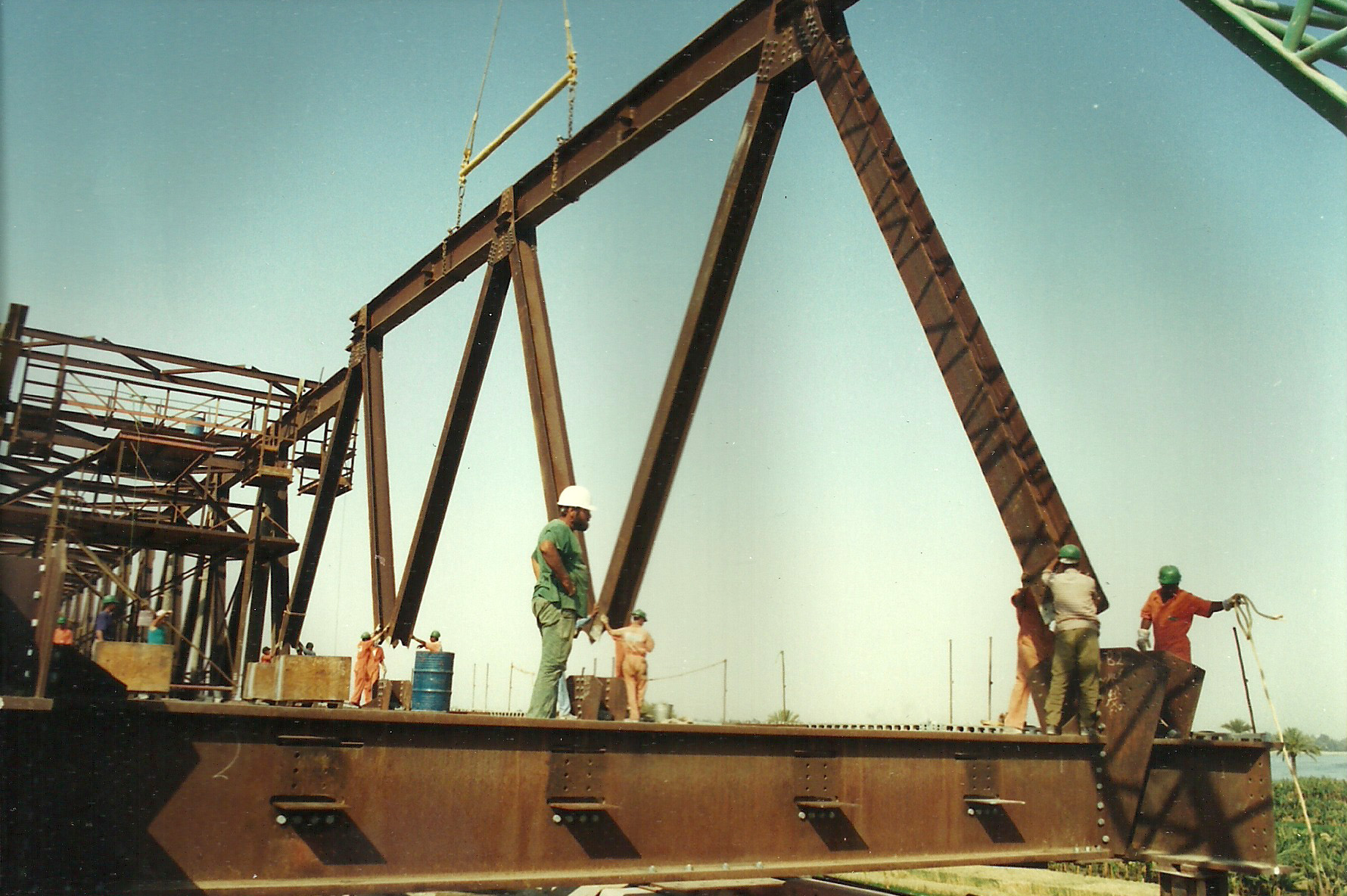
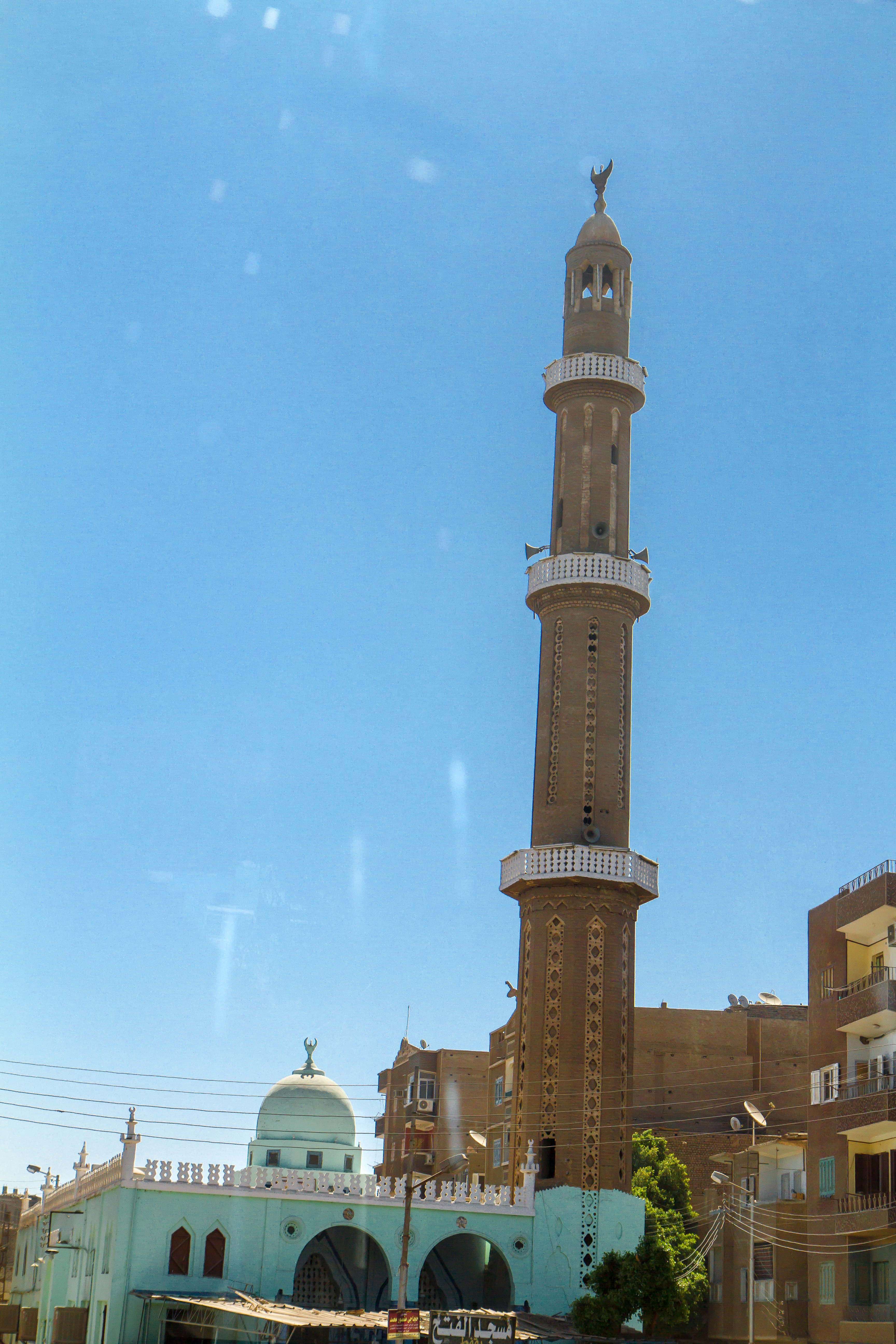
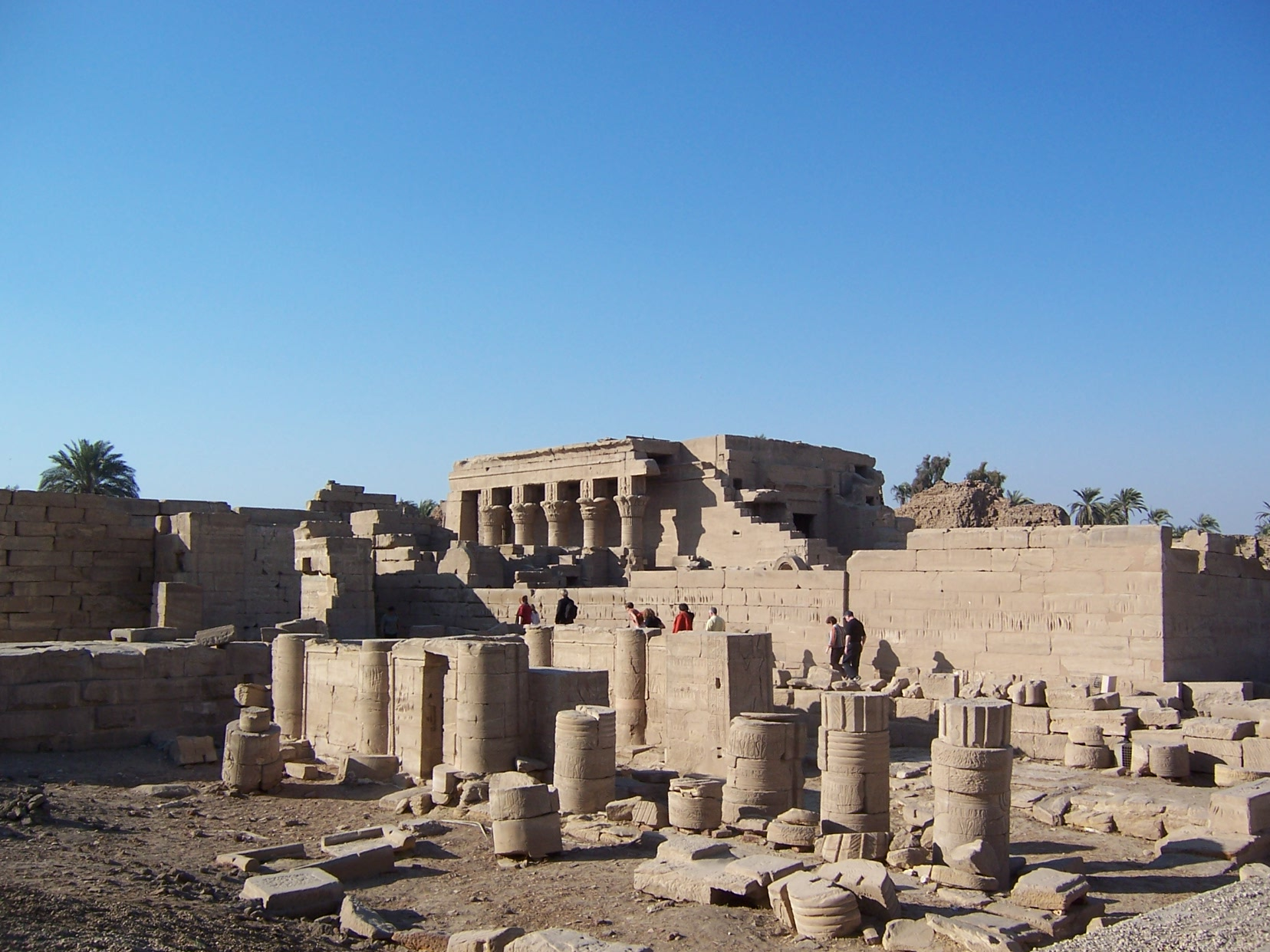
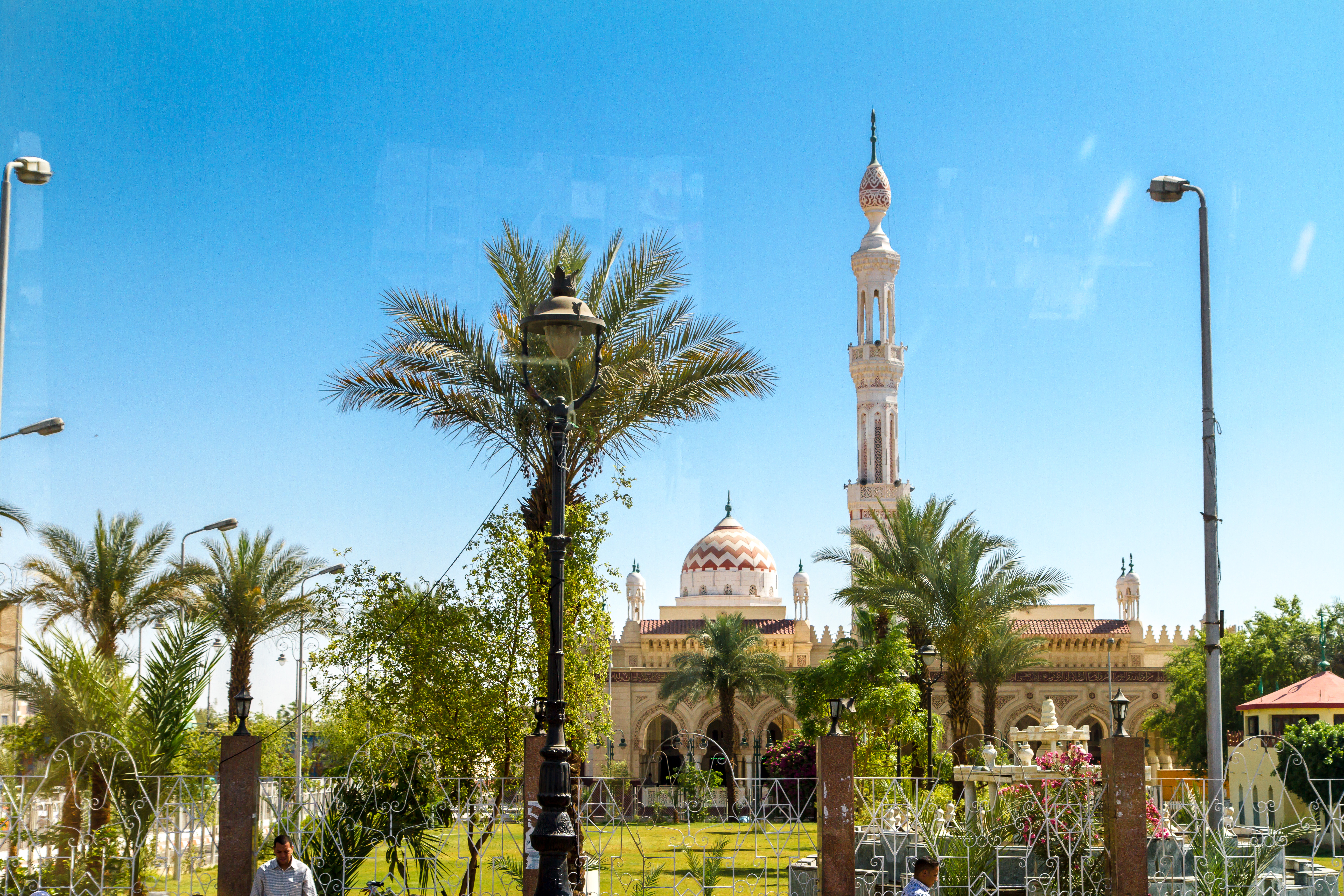
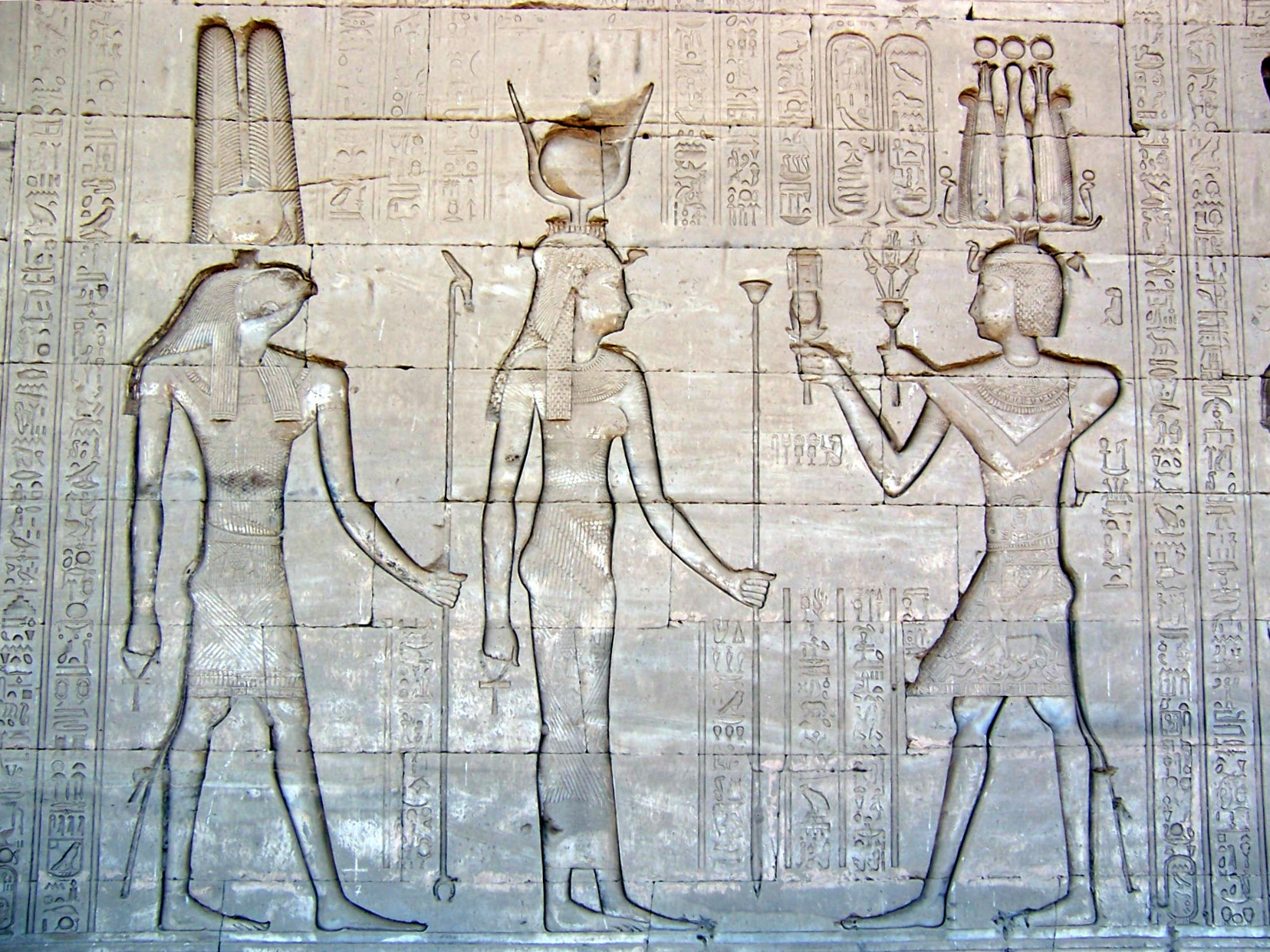
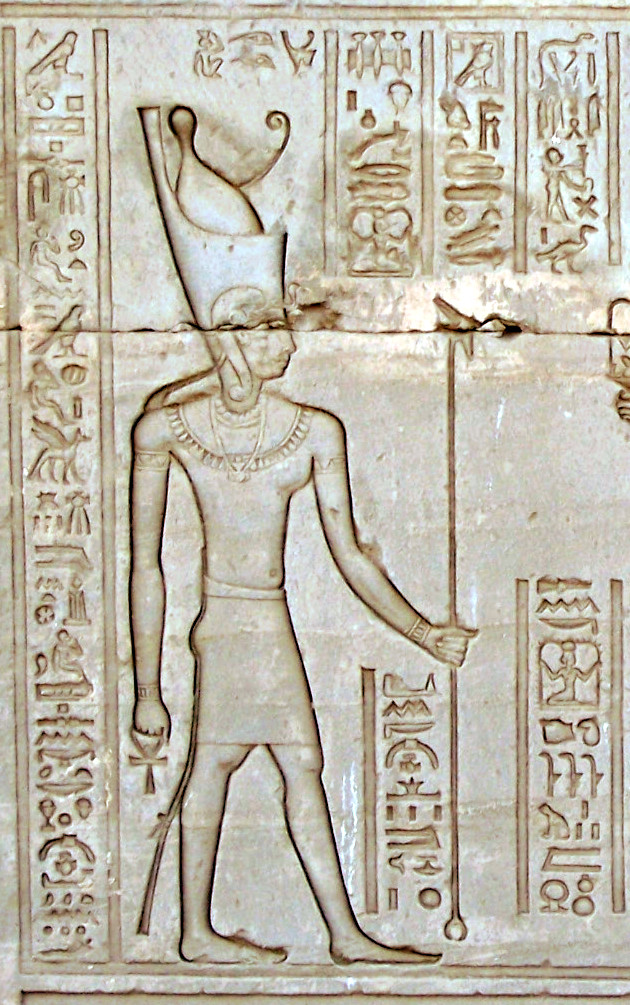
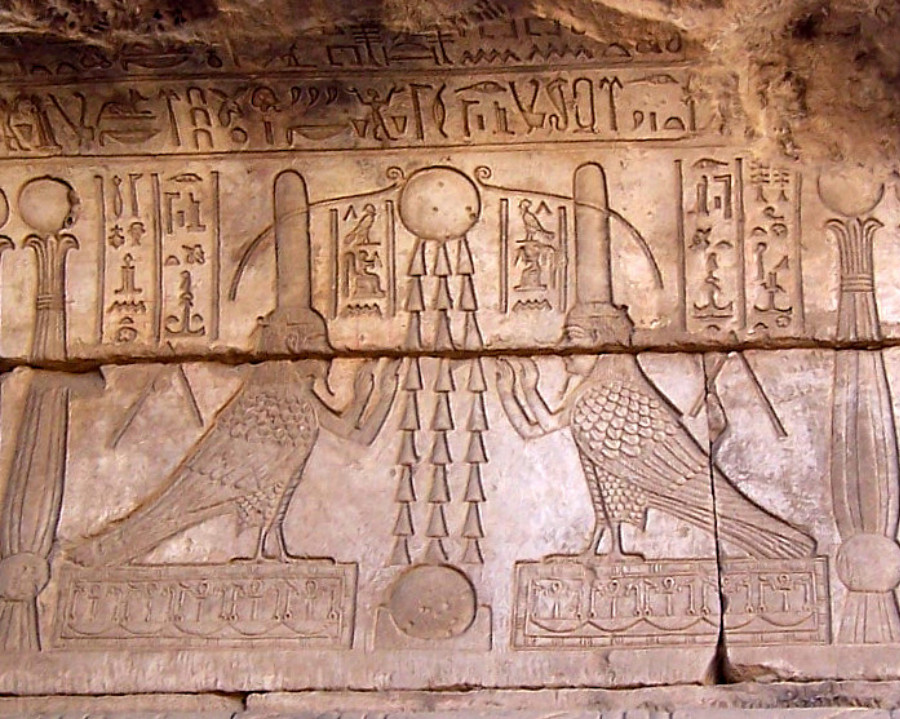

### فنانون
- محمد رمضان ممثل مصري.
- أحمد بدير ممثل مصري.